# Гипотеза Кеплера
Гипотеза Кеплера — подтверждённая математическая гипотеза о плотнейшей упаковке шаров равного размера в трёхмерном пространстве: наибольшую среднюю плотность имеет гранецентрированная кубическая упаковка и упаковки, равные ей по плотности. Сформулирована Иоганном Кеплером в трактате «О шестиугольных снежинках», вышедшем в 1611 году.
Плотность гранецентрированной кубической упаковки:
{\displaystyle {\frac {V_{\circ }}{V}}={\frac {\pi }{3{\sqrt {2}}}}\approx 0{,}74048},
где {\displaystyle V_{\circ }} — суммарный объём шаров, {\displaystyle V} — объём пространства, занимаемого шарами. Отношение берётся в пределе бесконечного числа шаров.
Доказать гипотезу не удавалось на протяжении 400 лет. Давид Гильберт включил разрешение гипотезы в качестве составной части восемнадцатой проблемы в своём знаменитом списке. Сообщение о компьютерном доказательстве гипотезы появилось в 1998 году в работе математика Томаса Хейлса. В 2003 году жюри из 12 экспертов, набранное журналом Annals of Mathematics, пришло к заключению, что доказательство Хейлса, скорее всего, верно. В 2005 году, в подтверждение этого, журнал опубликовал сокращённое доказательство, а в 2009 году другой журнал — полное доказательство.
В 2014 году доказательство гипотезы было проверено при помощи компьютерной системы проверки доказательств.
Таким образом, в настоящий момент утверждение гипотезы имеет статус доказанной математической теоремы.